# جايسون بوب
جايسون بوب (بالإنجليزية: Jason Pope)‏ هو لاعب كرة قدم بريطاني في مركز الوسط، ولد في 20 سبتمبر 1995 في إكستر في المملكة المتحدة. لعب مع نادي إكزتر سيتي.

## وصلات خارجية
- جايسون بوب على موقع قاعدة بيانات كرة القدم.إي يو (الإنجليزية)
- جايسون بوب على موقع Soccerbase.com (لاعب) (الإنجليزية)
- جايسون بوب على موقع Soccerway.com (الإنجليزية)